# Мејпл Блаф (Висконсин)
Мејпл Блаф (енгл. Maple Bluff) град је у америчкој савезној држави Висконсин.

## Демографија
По попису из 2010. године број становника је 1.313, што је 45 (-3,3%) становника мање него 2000. године.
| Група             | 2000.         | 2010.         |
| Белци             | 1.318 (97,1%) | 1.249 (95,1%) |
| Афроамериканци    | 18 (1,3%)     | 15 (1,1%)     |
| Азијати           | 5 (0,4%)      | 10 (0,8%)     |
| Хиспаноамериканци | 9 (0,7%)      | 19 (1,4%)     |
| Укупно            | 1.358         | 1.313         |